# Museo nazionale della Corea
Il Museo nazionale della Corea è il principale museo di arte e di storia della Corea del Sud: con una superficie di 137.201 m² è il sesto museo più grande al mondo e nel 2009 è stato visitato da oltre 2.700.000 persone.
Istituito nel 1945, ha cambiato diverse sedi nel corso della sua storia, fino a trovare la collocazione definitiva nel 2005, in una nuova struttura costruita nel parco Yongsan a Seul: al suo interno raccoglie oltre 220.000 oggetti, di cui 13.000 esposti in modo permanente.

## Storia

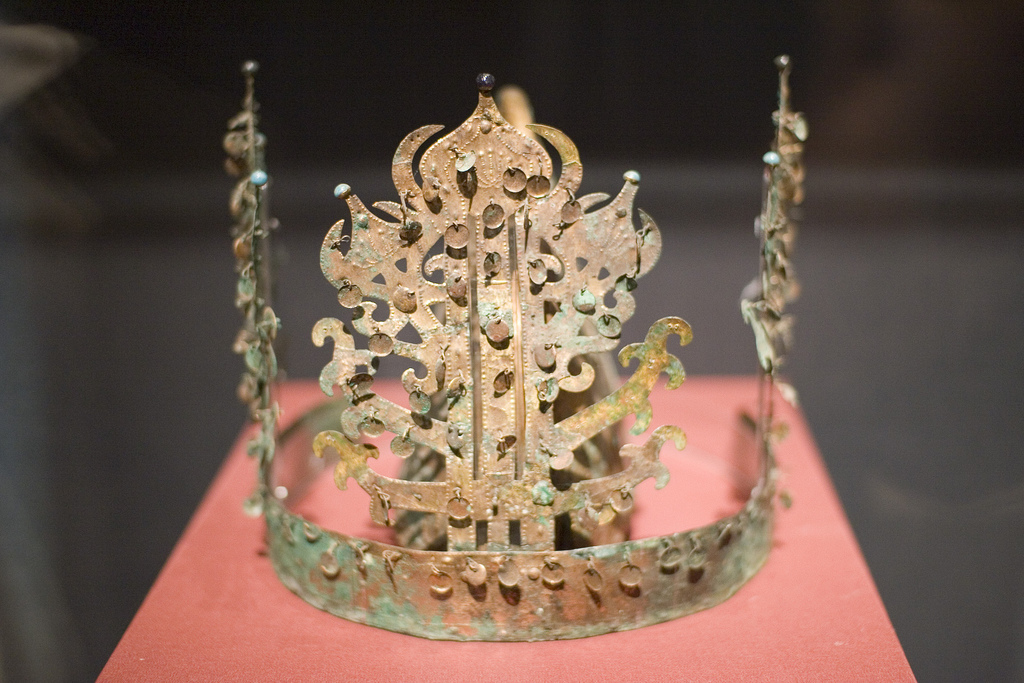
Corona di Baekje

Il primo museo fu fondato nel 1908 dall'imperatore Sunjong, chiamato museo imperiale, durante gli ultimi anni della dinastia Joseon: la collezione del museo imperiale, situato a Changgyeonggung, unita a quella del museo del governo generale giapponese, formò la collezione del museo nazionale, aperto a Seul nel 1945, anno della indipendenza della Corea del Sud. Durante la guerra di Corea gli oltre 20.000 pezzi del museo furono trasporti a Pusan, per preservarli da una possibile distruzione; al termine della guerra la collezione fu in parte ospitata nel palazzo di Gyeongbokgung ed in parte in quello di Deoksugung, fino al 1972 quando un nuovo edificio fu costruito nei pressi del primo palazzo.
Nel 1986 la sede del museo fu nuovamente spostata per trasferirsi al Jungangcheong, l'antico palazzo del governo giapponese, nonostante le numerose proteste della popolazione; tuttavia, nel 1995, il governo decise di abbattere l'edificio e di spostare il museo in nuova sede, costruita appositamente per ospitare la collezione, all'interno del parco Yongsan: il concorso fu vinto da Chang-Il Kim della società Junglim ed il museo fu temporaneamente ospitato all'interno della sala dell'educazione sociale. I lavori di costruzione del nuovo edificio terminarono nel 2005 ed il museo fu inaugurato il 28 ottobre dello stesso anno.

## Collezione

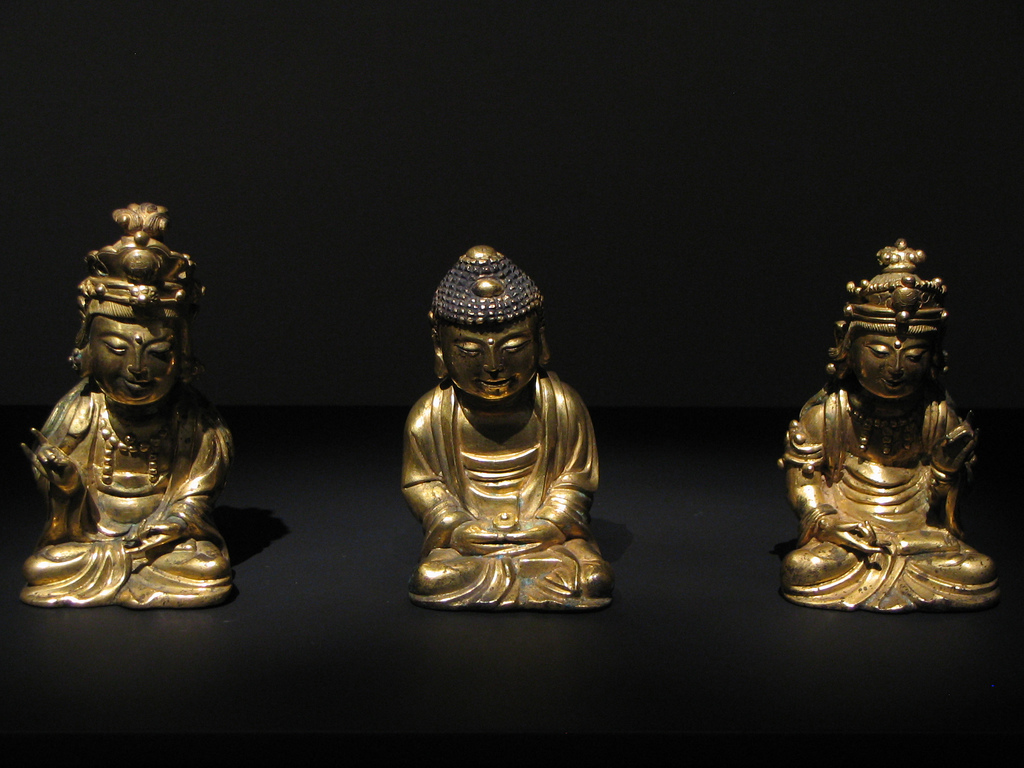
Statuette di Buddha

La disposizione della collezione del museo è divisa in tre piani: al primo piano è la galleria archeologica, che raccoglie circa 4.500 reperti che vanno dal paleolitico al periodo dell'unificazione Silla e la galleria storica; al secondo piano è presente una galleria che accoglie 890 pezzi sull'arte religiosa e tradizionale coreana ed un'ulteriore galleria con 800 pezzi di opere provenienti da differenti culture; al terzo piano, in un'ennesima galleria, sono raccolti 630 tra oggetti d'artigianato e sculture buddhiste coreane, oltre a 970 oggetti di arte asiatica. Il museo si completa con una collezione di pagode, stupi, lanterne e steli, oltre ad un giardino con piante locali.
Tra i principali reperti custoditi: una corona d'oro, ritrovata nella tomba di Hwangnamdaechong a Gyeongju (nello stesso luogo è stata anche rinvenuta una cintura d'argento); la statuetta di un Bodhisattva pensante, con una gamba poggiata sulla coscia e con le dita che si tocca la guancia: ha notevoli somiglianze con un'altra statua ritrovata nel tempio Koryuji a Kyoto; un grosso incensiere in ceramica, risalente al XII secolo, con coperchio forato; una pagoda in marmo, alta oltre tredici metri, risalente al 1348 ed è una delle poche realizzate con questo materiale, in quanto la maggior parte sono tutte in granito; una serie di 25 quadretti di Danwon, caratterizzati da humor e scene di vita quotidiana.